# Douglas X-3 Stiletto

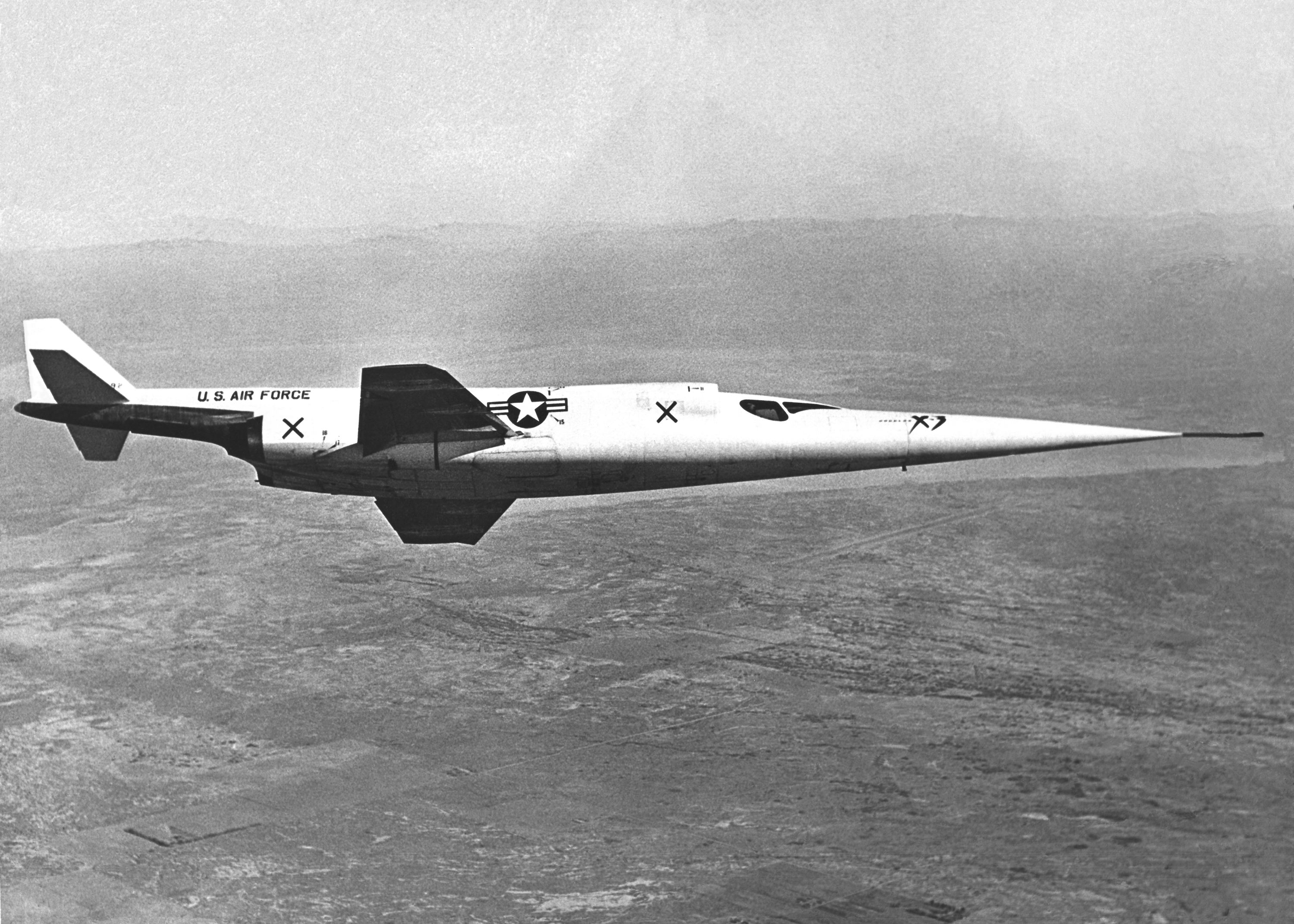
O X-3 durante um voo de teste.

O Douglas X-3 Stiletto foi uma aeronave experimental dos anos 50 produzida nos Estados Unidos. Alimentada por um  motor turbojato, possuía asas bastante curtas, tinha uma fuselagem esguia e um nariz comprido. Projetado por Schuyler Kleinhans, Baily Oswald e Francis Clauser e desenvolvida pela Douglas Aircraft Company, a sua missão primária consistia em investigar o design para velocidades supersônicas, que incluía o uso de titânio na armação da aeronave e seus componentes. Estava assim previsto que atingisse uma velocidade de 3000 km/h porém, sem um motor necessário para levar a aeronave a uma tal velocidade, o X-3 nunca passou a barreira do mach 1.
Embora a aeronave tenha sido considerada uma desilusão e apenas um exemplar tenha sido construído, a Lockheed usou os dados recolhidos pelo X-3 para os testes do Lockheed F-104 Starfighter, um caça que continha asas com um design semelhante e atingiu com sucesso a velocidade de mach 2.